# Фенологія
Феноло́гія (від грец. φαίνω — показую, виявляюсь і λόγος — вчення) — наука про сезонні явища в природі . 
Фенологія вивчає періодичні явища в живій і неживій природі, що пов'язані зі змінами пір року, а також сезонні фази розвитку рослин та сезонні особливості розвитку й активності тварин.
Термін ввів до наукового обігу 1840 року бельгійський ботанік Ш. Морран.

## Напрямки фенології
У фенології можна виділити п'ять основних напрямків: 
– географічна фенологія (укладання календарів природи, розробка періодизації року, виявлення загальногеографічних закономірностей країни);
– біологічна фенологія (вивчення особливостей і закономірностей фенологічного розвитку рослин, тварин і грибів та утворених ними біоценозів);
– екологічна фенологія (оцінка рівнів залежності темпів сезонного розвитку рослин і тварин від сезонних змін навколишнього середовища; оцінка ритмо-адаптивних зв'язків у різних групах біологічних організмів;
– біокліматологія, або фенологічна кліматологія (оцінка через систему фенологічних індикаторів короткоперіодних коливань клімату, фенолого-кліматичне районування, розробка фенологічних методів прогнозу погоди);
– прикладна фенологія (розробка практичних рекомендацій з фенологічної оптимізації галузей господарств із сезонно-циклічним виробництвом (сільське, лісове і лісопаркове господарства, риболовний і мисливський промисли, плодівництво, садово-паркове господарство й озеленення, туризм і санаторно-курортне та медичне обслуговування населення тощо). 
За іншою класифікацією фенологія поділяється на загальну, часткову, теоретичну і прикладну.

## Значення для економіки і науки
Фенологічні закономірності допомагають укладати регіональні календарі сезонних робіт в різних галузях господарства (сільське, лісове, мисливське господарства тощо). Такі календарі використовуються також при організації природоохоронних заходів, боротьбі з шкідниками і хворобами корисних рослин, паразитами і трансмісивними захворюваннями людини, домашньої худоби, у бджільництві і шовківництві. Авіації потрібні відомості про терміни масової міграції перелітних птахів, а дистанційне (з гвинтокрилів, літаків, безпілотних літальних апаратів, космічних супутників і орбітальних ракет) вивчення поверхні Землі потребує даних про оптимальні сезони для проведення такого вивчення. Результати фенологічних спостережень використовуються при плануванні розміщення санаторіїв, будинків відпочинку, туристичних баз, маршрутів і походів. Фенологічні карти, особливо великомасштабні, необхідні для планування сезонних виробництв. Фенологічні спостереження допомагають виявити місцеві природні сигнали, або індикатори, завдяки яким визначають сезонний стан природи, а також прогнозують характер поточного вегетаційного періоду. Вони особливо важливі при інтродукції нових видів рослин і тварин, а також при освоєнні нових територій.